# Josef Winkler (Musikjournalist)
Josef Winkler (auch Sepp Winkler, * 27. Juli 1972 in Trostberg) ist ein deutscher Musikjournalist.
Er ist seit 1995 Redakteur des Musikexpress und schreibt dort die monatliche Kolumne Hirnflimmern. Außerdem steuert er als Autor unter anderem für die tageszeitung die Kolumne Zeitschleife bei und schreibt für die Sounds. Winkler überarbeitete die deutsche Fassung von Nicholas Schaffners Bandbiographie Pink Floyd – Vom Underground zur Rock-Ikone für die Neuauflage von 2004 und überarbeitete zusammen mit seinem Redaktionskollegen Albert Koch die Online-Tagebücher der Band Wir sind Helden für die Band-Autobiographie Wir sind Helden – Informationen zu Touren und anderen Einzelteilen. Ein Wir sind Helden-Tagebuch.
Seit März 2011 ist er verantwortlicher Redakteur des bayerischen Magazins MUH.